# Sociedad Uruguaya de Esperanto
La Asociación Uruguaya de Esperanto (en esperanto: Urugvaja Esperanto-Societo) fue fundada en 1924, con el cometido de darle difusión al esperanto en Uruguay.
En 1993 se afilió a la Asociación Mundial de Esperanto. La asociación tiene 30 miembros. Su presidente es Alberto Barrocas.